# Färöiska sjukan
Färöiska sjukan (färöiska: Føroyska sjúkan) är en dödlig, recessivt nedärvd sjukdom som bara finns på Färöarna och som inte är känd under något annat namn. 

## Sjukdomen
Sjukdomen uppstår på grund av en genetisk skada i genen SUCLA-2, som sitter på kromosom 13. Genskadan är recessiv. Detta betyder, att bara om denna gen har samma skada i båda varianterna av kromosom 13 hos en individ, så får vederbörande sjukdomen. Hos de sjuka individerna är funktionen hos enzymet succinyl-CoA syntas nedsatt. Detta enzym används av mitokondrierna, som alltså fungerar sämre för de barn som har den färöiska sjukan.
Detta kan i sin tur leda till bland annat muskelsvaghet och dövhet. Generellt är barnens psykiska tillstånd normalt, men på grund av omfattande fysiska handikapp klarar de sig inte själva utan måste ha hjälp. Patienterna lever i genomsnitt nio år, även om några har överlevt upp till tonåren.

## Uppkomst och spridning
Forskningen har kommit fram till att sjukdomen uppstått genom en mutation, som ägde rum i Oyri på Eysturoy. Alla patienter har föräldrar som båda är avkomlingar av en man som bodde i trakten runt år 1630.
Ungefär var 25:e färing kan vara bärare av sjukdomsanlag. När en man och en kvinna på naturligt sätt får barn tillsammans och båda är bärare av anlaget får statistiskt sett en fjärdedel av barnen sjukdomen. Mellan 1978 och 2003 föddes minst 9 barn med sjukdomen, vilket betyder att då åtminstone ett av 2000 nyfödda barn på Färöarna föds med den färöiska sjukan.. Det är möjligt att fler spädbarn dött av denna sjukdom, utan att den hade diagnosticerats.

Den färöiska sjukan sammanblandas ibland med karnitintransportördefekt (CTD). Det rör sig dock om två helt olika sjukdomar, men som har det gemensamt att de är vanligare på Färöarna än någon annanstans.

### Översättning
Den här artikeln är helt eller delvis baserad på material från norskspråkiga Wikipedia.